# جوزپه دومنیکو بوتو
 جوزپه دومنیکو بوتو (انگلیسی: Giuseppe Domenico Botto؛ زاده ۴ آوریل ۱۷۹۱ درگذشته ۲۰ مارس ۱۸۶۵) یک فیزیک‌دان اهل ایتالیا بود.